# 슈테판 루수
슈테판 루수(루마니아어: Ştefan Rusu, 1956년 2월 2일~)는 루마니아의 레슬링 선수이다. 1976년부터 1984년 하계 올림픽까지 올림픽에 3번 출전했으며, 1976년 올림픽에서 그레코로만형 라이트급 부문 은메달, 1980년 올림픽 그레코로만형 라이트 부문 금메달, 1984년 올림픽에서 동메달을 획득했다.